# Frivaldnádas
Frivaldnádas (1906-ig Trsztyennafrivald, szlovákul Rajecká Lesná, korábban Fryvald-Lesná) község Szlovákiában, a Zsolnai kerület Zsolnai járásában. Trsztyena és Frivald települések egyesítésével jött létre.

## Fekvése
Zsolnától 23 km-re délnyugatra fekszik.

## Nevének eredete
Eredeti német származású neve: Freiwald (= szabad erdő). A régi név másik tagja a szláv trst (= nád) főnévből való.

## Története

### Frivald
Frivaldot a 14. század elején a német jog alapján alapították. Első említése 1474-ből származik „Friwald” alakban. A lietavai váruradalom része volt. 1598-ban 30 ház állt a faluban. 1626-ig a lietavai uradalom része, majd a Thurzó család és örököseik birtokában állt. 1720-ban 18 adózó családfője volt. 1784-ben 127 házában 175 családban 949 lakos élt.
A 18. század végén Vályi András így ír róla: „FRIVALD. vagy Fridvald. Tót falu Trentsén Vármegyében, földes Urai Fridvalszky, és más Urak, lakosai katolikusok, fekszik Fatskotól, és Regétztől sem meszsze. Legelője hasznos, fája elég, de mivel földgye középszerű, második Osztálybéli.”
1828-ban 116 háza volt 1264 lakossal, akik főként állattartással és szőlőtermesztéssel foglalkoztak. 1848-tól a Révayaké.
Fényes Elek 1851-ben kiadott geográfiai szótárában így ír a faluról: „Frivald, tót falu, Trencsén vmegyében: 1252 kath., 13 zsidó lak. Kath., paroch. templom. Erdeje ennek is szép. F. u. a lietavai uradalom.”
1900-ban csatolták hozzá Trsztyenát.

### Trsztyena
Trsztyena falut a 14. században németek alapították. Első említése 1413-ból származik, amikor Stíbor vajda Trencsén, Beszterce és Zsolna főispánja hű szolgálataiért Walach Mihálynak adományozza. Az oklevél a Frivald család okirat gyűjteményében maradt fenn. A község a lietavai váruradalomhoz tartozott. Első temploma 1688-ban épült, melynek főoltárán állott egy fából készült kegyszobor.
A 18. század végén Vályi András így ír róla: „TRSTYENA. Szabad puszta Trentsén Várm. a’ Lietavai Uradalomban, Rajaczhoz tartozik.”
1828-ban 6 háza és 324 lakosa volt. 1863 és 1900 között Trsztena néven önálló település. 1865-ben a régi templom helyett újat építettek és a főoltáron álló szobrot ide hozták át.
Fényes Elek 1851-ben kiadott geográfiai szótárában így ír a faluról: „Trsztrenna, tót falu, Trencsén vmegyében, Facskó és Privald közt: 50 kath., 7 zsidó lak., és szép fenyvesekkel. F. u. a lietavai urad.”
1900-ban csatolták Frivaldhoz.
Az egyesített település a trianoni diktátumig Trencsén vármegye Zsolnai járásához tartozott.

## Népessége
| Év:            | 1994. | 2004.   | 2014.   | 2024.   |
| -------------- | ----- | ------- | ------- | ------- |
| Emberek száma: | 1280  | 1300    | 1219    | 1192    |
| Eltérés:       |       | +1,56 % | -6,23 % | -2,21 % |

| Év:            | 2023. | 2024.   |
| -------------- | ----- | ------- |
| Emberek száma: | 1212  | 1192    |
| Eltérés:       |       | -1,65 % |

1910-ben 1555, túlnyomórészt szlovák anyanyelvű lakosa volt.
2011-ben 1214 lakosából 1180 szlovák volt.

## Nevezetességei
- Szűz Mária születése tiszteletére szentelt kegytemploma 1865-ben épült. Kegyszobra 16. századi alkotás. A templom mellett csodás vizű szentkút is található, mely ősi búcsújáróhely. Ünnepe szeptember 8-án van. A templomot 1989-ben II. János Pál pápa basilica minor rangra emelte.
- A templomtól 500 m-re áll a Mennybemenetel temploma, a keresztút 14 stációjával és a Lourdes-i kápolnával, melyet a meleg vizes gyógyforrás fölé építettek.
- A falu másik látványossága a Szlovák Betlehem, Jozef Pekara fafaragó mesterműve, melyet 1980 és 1998 között készített. A 8,5 m hosszú, 2,5 m széles és 3 m magas, hársfából faragott alkotás Szlovákia legnevezetesebb épületeit, kastélyait, várait ábrázolja a bibliai Betlehem körül. Az alkotás a világ legnagyobb méretű ilyen fafaragása, a Születés Házának emeletén tekinthető meg.
- A Kofola kóla szlovák üzeme itt működik 1960 óta.